# Feldatal
Feldatal ist eine Gemeinde im mittelhessischen Vogelsbergkreis.

## Geografie

### Geografische Lage
Die Gemeinde liegt in 285 bis 598 Meter Höhe am Nordhang des Vogelsbergs. Durch die Gemeinde fließt die namensgebende Felda, die bei Gemünden in die Ohm mündet.

### Nachbargemeinden
Feldatal grenzt im Norden an die Stadt Romrod, im Nordosten an die Gemeinde Schwalmtal, im Osten an die Gemeinde Lautertal, im Süden an die Stadt Ulrichstein, im Südwesten an die Gemeinde Mücke, sowie im Nordwesten an die Gemeinde Gemünden.

### Gemeindegliederung
Die Gemeinde besteht aus den Ortsteilen Ermenrod, Groß-Felda mit Ortsteil Schellnhausen, Kestrich, Köddingen, Stumpertenrod, Windhausen und Zeilbach.

## Geschichte
Feldatal entstand am 31. Dezember 1971 im Rahmen der Gebietsreform in Hessen, als die Gemeinden Ermenrod, Groß-Felda, Kestrich, Köddingen, Stumpertenrod, Windhausen und Zeilbach zur neuen Großgemeinde zusammengeschlossen wurden. Seit 2015 bildet Feldatal mit den Städten Grebenau und Romrod und der Gemeinde Schwalmtal den Gemeindeverwaltungsverband Feldatal-Grebenau-Romrod-Schwalmtal, der auch bei der Gemeindeverwaltung Feldatal seinen Sitz hat.

## Politik

### Gemeindevertretung
Die Kommunalwahl in Hessen am 14. März 2021  lieferte folgendes Ergebnis, in Vergleich gesetzt zu früheren Kommunalwahlen:
| Sitzverteilung in der Gemeindevertretung 2021Insgesamt 15 Sitze - BL: 8 - FWG: 7 | Parteien und Wählergemeinschaften | Parteien und Wählergemeinschaften           | % 2021 | Sitze 2021 | % 2016 | Sitze 2016 | % 2011 | Sitze 2011 | % 2006 | Sitze 2006 | % 2001 | Sitze 2001 |
| Sitzverteilung in der Gemeindevertretung 2021Insgesamt 15 Sitze - BL: 8 - FWG: 7 | FWG                               | Freie Wählergemeinschaft Feldatal           | 45,6   | 7          | 37,9   | 6          | 39,5   | 6          | 36,6   | 6          | 33,3   | 5          |
| Sitzverteilung in der Gemeindevertretung 2021Insgesamt 15 Sitze - BL: 8 - FWG: 7 | BL                                | Bürgerliste Feldatal                        | 54,4   | 8          | —      | —          | —      | —          | –      | –          | –      | –          |
| Sitzverteilung in der Gemeindevertretung 2021Insgesamt 15 Sitze - BL: 8 - FWG: 7 | SPD                               | Sozialdemokratische Partei Deutschlands     | –      | –          | 17,4   | 3          | 23,7   | 3          | 27,7   | 4          | 31,1   | 5          |
| Sitzverteilung in der Gemeindevertretung 2021Insgesamt 15 Sitze - BL: 8 - FWG: 7 | AUF                               | Alternative Unabhängige Feldataler          | –      | –          | 22,7   | 3          | 18,9   | 3          | —      | —          | —      | —          |
| Sitzverteilung in der Gemeindevertretung 2021Insgesamt 15 Sitze - BL: 8 - FWG: 7 | CDU                               | Christlich Demokratische Union Deutschlands | –      | –          | 22,0   | 3          | 17,9   | 3          | 27,4   | 4          | 26,0   | 4          |
| Sitzverteilung in der Gemeindevertretung 2021Insgesamt 15 Sitze - BL: 8 - FWG: 7 | A.L.F.                            | Andere Liste Feldatal                       | –      | –          | —      | —          | —      | —          | 8,3    | 1          | 9,6    | 1          |
| Sitzverteilung in der Gemeindevertretung 2021Insgesamt 15 Sitze - BL: 8 - FWG: 7 | gesamt                            | gesamt                                      | 100    | 15         | 100    | 15         | 100    | 15         | 100    | 15         | 100    | 15         |
| Sitzverteilung in der Gemeindevertretung 2021Insgesamt 15 Sitze - BL: 8 - FWG: 7 | Wahlbeteiligung in %              | Wahlbeteiligung in %                        | 65,7   | 65,7       | 69,9   | 69,9       | 62,6   | 62,6       | 60,2   | 60,2       | 61,3   | 61,3       |

Der Gemeindevorstand besteht aus dem Bürgermeister und sieben Beigeordneten.

### Bürgermeister
Nach der hessischen Kommunalverfassung wird der Bürgermeister für eine sechsjährige Amtszeit gewählt, seit dem Jahr 1993 in einer Direktwahl, und ist Vorsitzender des Gemeindevorstands, dem in der Gemeinde Feldatal neben dem Bürgermeister ehrenamtlich ein Erster Beigeordneter und sechs weitere Beigeordnete angehören. Bürgermeister ist seit dem 1. April 2018 der parteiunabhängige Leopold Bach. Sein Amtsvorgänger Dietmar Schlosser (FWG) beendete seine zweite Amtszeit am 30. September 2017 aus gesundheitlichen Gründen vorzeitig. Somit musste die Wahl des neuen Bürgermeisters vorgezogen werden. Leopold Bach erhielt am 25. Februar 2018 im ersten Wahlgang bei 72,9 Prozent Wahlbeteiligung 81,7 Prozent der Stimmen. Es folgte eine Wiederwahl ohne Gegenkandidaten im Oktober 2023.
Amtszeiten der Bürgermeister
- 2018–2030 Leopold Bach[9]
- 2010–2017 Dietmar Schlosser (FWG)[10]
- 1998–2010 Ernst-Uwe Offhaus (SPD)[13]
- 1996–1998 Robert Schrimpf

### Wappen und Flagge
Wappen

Blasonierung: „In Gold ein roter blaugekrönter Jungfrauenadler mit silbernem, von einem blauen Hammer und zweimal zwei blauen Nägeln belegten Herzschild.“
Das Wappen wurde der Gemeinde Feldatal am 21. März 1984 durch den hessischen Innenminister genehmigt. Gestaltet wurde es durch den Bad Nauheimer Heraldiker Heinz Ritt.
Das Wappen wurde, von der früheren Gemeinde Groß-Felda übernommen, die es bereits seit 1969 führte. Der Herzschild verweist auf das einstige Handwerk des Nagelschmiedes in der Gemeinde, das noch bis Anfang des 20. Jahrhunderts als einer der Hauptwirtschaftszweige des Ortes ausgeübt wurde, der blaugekrönte Jungfrauenadler stammt aus dem Wappen der erloschenen Adelsfamilie von Mörlau (Merlau), die im Mittelalter hier begütert war.
 Flagge 
Die Flagge wurde gemeinsam mit dem Wappen genehmigt und wird wie folgt beschrieben:
„Auf roter Flaggenbahn mit goldenem Mittelstreifen, begleitet von zwei goldenen Randstreifen, in der oberen Hälfte aufgelegt das Gemeindewappen.“

### Gemeindeverwaltungsverband
Die Gemeinde Feldatal ist Mitglied im Gemeindeverwaltungsverband Feldatal-Grebenau-Romrod-Schwalmtal. Dieser Gemeindeverwaltungsverband besteht aus den Gemeinden Feldatal, Grebenau, Romrod und Schwalmtal.

## Kultur und Sehenswürdigkeiten

### Bauwerke
- Fachwerkkirche in Ermenrod

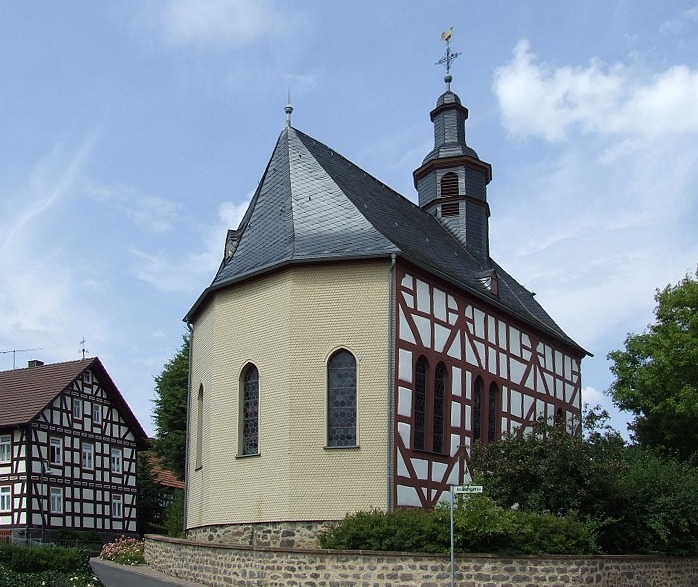
Evangelische Kirche Stumpertenrod

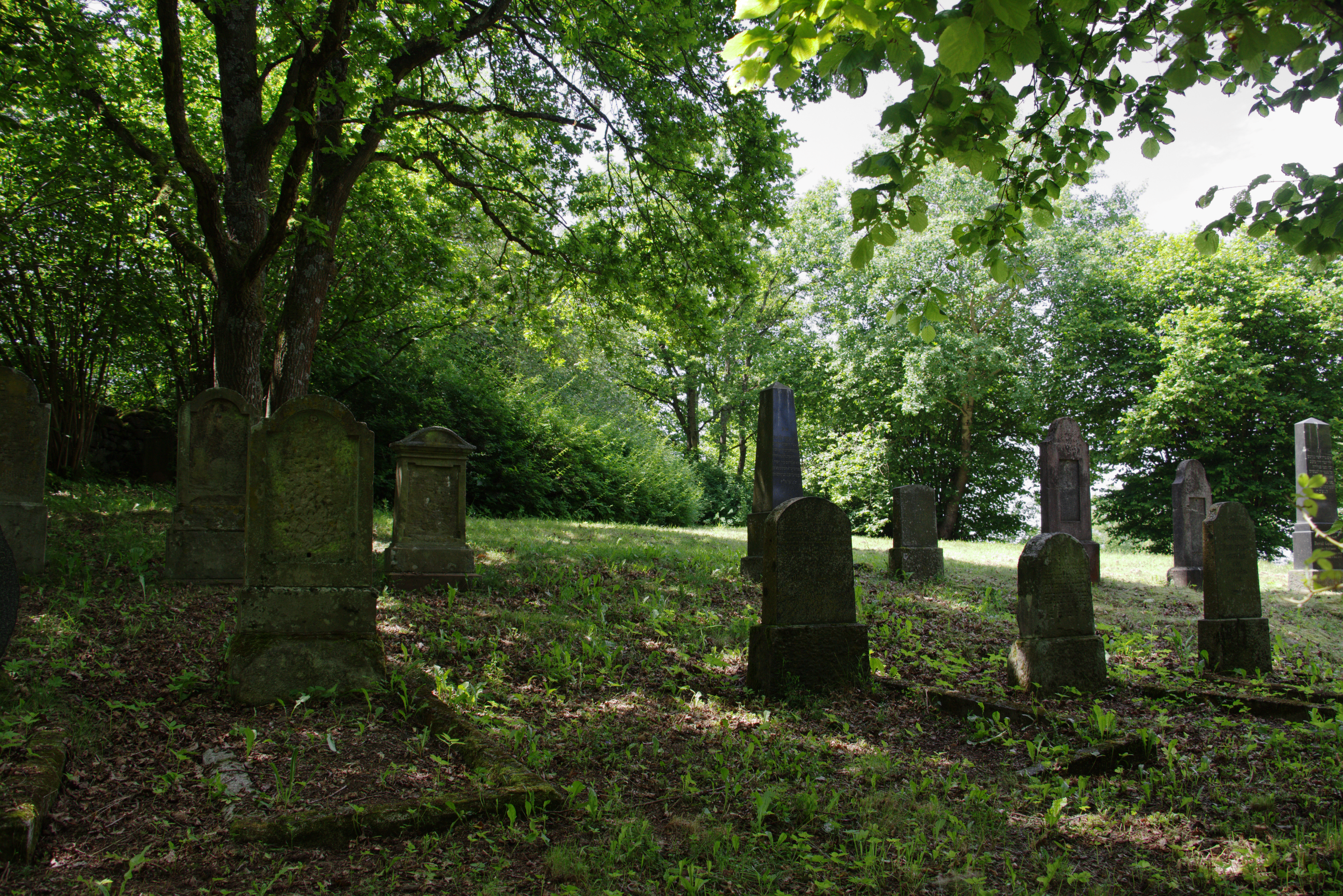
Jüdischer Friedhof Kestrich

- In Stumpertenrod steht mit der Evangelischen Kirche die größte Fachwerk-Kirche Hessens. Die Kirche wurde 1696 im barocken Stil erbaut. Die Kirche besitzt einen Dachreiter, in dem drei Glocken hängen. Die Orgel im Inneren der Kirche stammt aus dem Jahr 1840.[17]
- Zeilbacher Kirche erbaut 1668 – verschindelt. Sie besticht durch ihren hellen, farbig gestalteten, hohen Innenraum.[18]
- Fachwerkkirche in Kestrich und direkt daneben die ehemalige Synagoge und Judenschule
- Jüdischer Friedhof in Kestrich
- noch funktionsfähige Mühlen, z. B. Wolfenmühle in Groß-Felda, Burgsmühle in Zeilbach und Herrenmühle in Ermenrod.

### Regelmäßige Veranstaltungen
- Feldataler Mühlenfest
- Ostermarkt
- Weihnachtsmarkt
- Traditionelle Kirmes (immer am ersten Oktoberwochenende)
- Sternenwelt Vogelsberg – die Sternwarte in Hessen
- Schmiedefest – Feldatal (alle zwei Jahre)
- Fasnacht mit Sitzungen und Kinderfasching
- Kulturnacht Feldatal
- Vorträge, Lesungen und Konzerte in der Alten Synagoge
- 60 Vereine laden ein zu vielfältigen Veranstaltungen im ganzen Jahr
- Greifvogelwarte Feldatal

## Wirtschaft und Infrastruktur

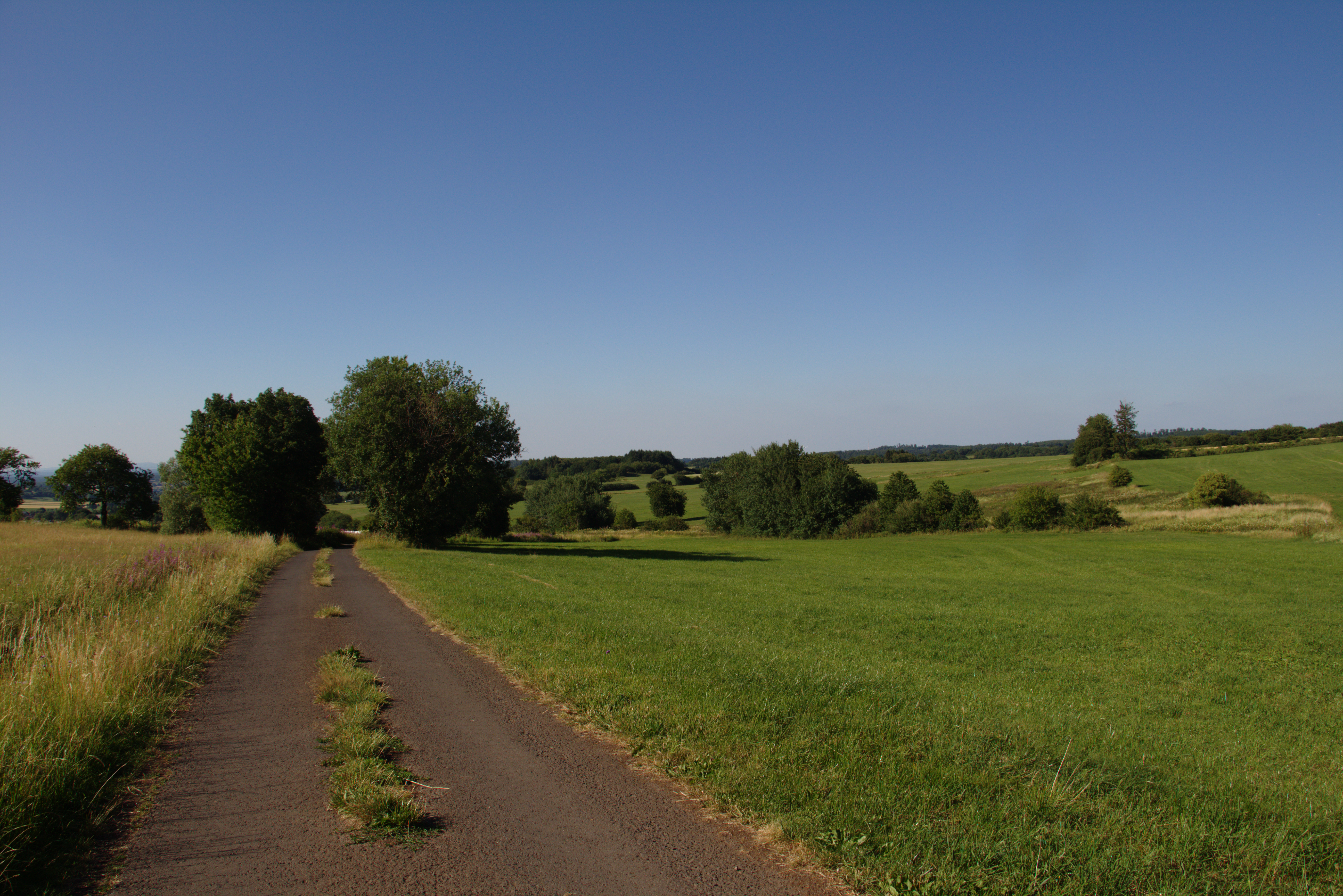
Der Wanderweg Vulkan-Steig in Stumpertenrod

Durch die Gemeinde führt die B 49.

## Persönlichkeiten

### Söhne und Töchter der Gemeinde
- Friedrich Wilhelm Stein (* 13. März 1887 in Stumpertenrod; † 2. Juni 1956 in Alsfeld), hessischer Landtagsabgeordneter (HBB, FDP)
- Wilhelm Günther (* 21. April 1899 in Ermenrod; † 1945), SS-Brigadeführer und SS- und Polizeiführer
- Torsten Schmiermund (* Juni 1970 in Stumpertenrod), Sachbuchautor

### Persönlichkeiten mit Bezug zur Gemeinde
- Peter Geibel (1841–1901), hessischer Mundartdichter und Tierarzt in Groß-Felda
- Volker Jung (* 1960), Kirchenpräsident der Evangelischen Kirche in Hessen und Nassau (EKHN), Pfarrvikar in Stumpertenrod